# 鶴丸英樹
鶴丸 英樹（つるまる ひでき、1969年4月22日 - ）は、サガテレビのアナウンサー。

## 経歴
佐賀県小城郡芦刈町（現・小城市）出身。佐賀県立佐賀西高等学校を経て筑波大学卒業後、1992年に入社。当初はカメラマンを担当した。以後ニュース・スポーツ中継・ワイド番組の司会など数多くこなす。
他のアナウンサーが配置転換で一度はアナウンス業務を離れる中で、長くアナウンス業務を担い、サガテレビを代表するアナウンサーであったが、2000年代後半になると、次第に裏方業務の担当に回されるようになる。そして松本茂樹が2011年7月に定年退職したことに伴い、彼が担っていた報道部アナウンスチームの纏め役を正式に引き継いだ。2022年9月現在、報道制作局報道制作部副部長兼鳥栖支局長。
筑波大学在学時には、学研ムーの第5代目編集長、三上丈晴の1学年後輩にあたり、親交があった。

## 担当番組歴
- stsスーパーニュース
- かちかちワイド
- かちかちPress